# Gómez Pérez das Mariñas
Gómez Pérez das Mariñas e Ribadeneira (Viveiro, 1539 - Mar de Célebes, 19 de outubro de 1593) foi um político, diplomata e militar galego do século XVI. Foi governador das Filipinas, onde fundou a cidade de Dasmariñas.
Filho de Fernán Díaz de Ribadeneira e de Berenguela das Mariñas, Gómez Pérez foi nomeado governador de León o 30 de Janeiro de 1579. No seu recordo acha-se uma inscrição na Casa das Carnicerías da capital leonesa, que diz: Hízose este edificio, más las fuentes y calzadas de la ciudad, siendo Gobernador el muy ilustre Gómez Pérez das Mariñas. Año de 1581, el cual gobernó bien. O éxito no seu labor levou a ser nomeado pelo rei Filipe II da Espanha como corregedor das cidades de Cartagena, Lorca e Múrcia, em 27 de setembro de 1584, cargo que ocupou até  1 de janeiro de 1587.

## Governador das Filipinas
No ano 1589, e em compensação pelos seus serviços, recebeu do rei o hábito da Ordem de Santiago e o nomeamento como Capitaõ Geral das Ilhas Filipinas, a onde não chegará até Maio de 1590. À sua gestão como governador devem-se a construção das muralhas de Manila, a reconstrução do Forte Santiago e o início das obras da catedral da cidade. Igualmente, fundou o povoado de Dasmariñas, a 24 quilómetros da capital, na província de Cavite (Calabarzón), e que na actualidade conta com perto de 400.000 habitantes.
Destacou também no seu labor diplomático, sendo o primeiro governador espanhol a estabelecer contactos com o Japão, e potenciando as relações comerciais com a China. No entanto, faleceria assassinado a bordo do navio "La Capitana", ao mando do qual se dirigia cara à conquista das Ilhas Molucas. Sucedeu-o no cargo o seu filho Luís.